# Michel Parent
Michel Georges Parent (Sedán, 19 de junio de 1924-Montpellier, 30 de septiembre de 2003) fue un deportista francés que compitió en vela en la clase Star. Ganó una medalla de plata en el Campeonato Europeo de Star de 1960.

## Palmarés internacional
| Campeonato Europeo | Campeonato Europeo | Campeonato Europeo | Campeonato Europeo |
| Año                | Lugar              | Medalla            | Clase              |
| ------------------ | ------------------ | ------------------ | ------------------ |
| 1960               | Bendor (Francia)   | Medalla de plata   | Star               |